# Amnezja (film 2004)
Amnezja – amerykański film fabularny (thriller) z 2004 roku w reżyserii Philipa Kaufmana.

## Obsada
- Ashley Judd jako Jessica Shepard
- Samuel L. Jackson jako John Mills
- Andy García jako Mike Delmarco
- David Strathairn jako dr Melvin Frank
- Russell Wong jako porucznik Tong
- Camryn Manheim jako Lisa
- Mark Pellegrino jako Jimmy Schmidt
- Titus Welliver jako Dale Becker
- D.W. Moffett jako Ray Porter
- Richard T. Jones jako Wilson Jefferson
- Leland Orser jako Edmund Cutler
- James Oliver Bullock jako John Flanagan
- William Hall jako Chip Marshall
- Joe Duer jako Larry Geber
- Jim Hechim jako Bob Sherman
- Danny Lopez jako sierżant Lopez